# Поцілунок (Клімт)
«Поцілунок» — картина австрійського художника і графіка Густава Клімта (1862–1918), одного з головних представників віденської сецесії. Створена в 1908–1909 роках. Зберігається у Галереї Бельведер, Відень (інвен. номер 912). Створена в «золотий період» творчості Клімта, картина є однією з найвідоміших робіт митця.

## Опис
На картині зображена пара. Закохані одягнені в мозаїчну одежу. Дослідники історії мистецтва припускають, що на картині Клімт зобразив самого себе зі своєю коханою Емілією Луїзою Фльоґе. Площини з абстрактним малюнком покривають реалістично написані обличчя, руки і ноги закоханих. В колориті картини переважають золотий тон з вкрапленням яскравих плям польових квітів і багатим візерунком одягу.
На картині переважає декоративізм (видовищність). Клімт у картині намагається врівноважити порив та абстрагований декоративізм. Жіноче обличчя повернуте до глядача і відверто втілює жагу.